# NGC 5889
NGC 5889 é uma galáxia espiral barrada (SBb) localizada na direcção da constelação de Boötes. Possui uma declinação de +41° 19' 40" e uma ascensão recta de 15 horas, 13 minutos e 15,7 segundos.
A galáxia NGC 5889 foi descoberta em 25 de Abril de 1851 por William Parsons.